# Bonabéri
Bonabéri – miasto w Kamerunie w Regionie Nadmorskim. Liczy około 8,2 tys. mieszkańców.